# Prequel
Prequel (łac. pre – przed; ang. sequel – ciąg dalszy) – utwór literacki lub filmowy opowiadający wydarzenia wcześniejsze niż opisane w pierwowzorze. Prequele powstają zazwyczaj później niż oryginalne dzieła i często wyjaśniają wątki oraz zdarzenia, o których opowiadała główna część.
Termin „prequel” to neologizm złożony z przedrostka „pre-” (łac. „przed”) i „sequel”. Sequel to kontynuacja utworu przedstawiająca wydarzenia późniejsze niż w pierwowzorze.

## Historia
Uważa się, że słowo „prequel” pierwszy ukazało się drukiem w 1958 w artykule Anthony’ego Bouchera w The Magazine of Fantasy & Science Fiction, gdzie autor określił tak powieść Jamesa Blisha Będą im świecić gwiazdy (1956) w odniesieniu do wcześniejszego utworu Gdzie jest twój dom, Ziemianinie? (1955). Niemniej prequele pojawiały się w literaturze już wcześniej, co najmniej w pierwszej połowie XX w. Jednym z najwcześniejszych jest Złoto z Porto Bello autorstwa A.D. Howdena Smitha z 1924, prequel powieści Roberta Louisa Stevensona Wyspa skarbów (1882).

## Przykłady prequeli

### Filmy i seriale
- Gwiezdne wojny – trylogia z lat 1999–2005 w stosunku do trylogii z lat 1977–1983,
- Fantastyczne zwierzęta i jak je znaleźć – książka (2001) i nakręcony na jej podstawie film (2016), będące prequelem serii książek (1997–2007) i filmów (2001–2011) o Harrym Potterze,
- Prometeusz (2012) i Obcy: Przymierze (2017) – prequele serii filmów o Obcym (1979–1997),
- Młode Wilki (1995) i Młode Wilki ½ (1997) – druga część opowiada o wydarzeniach z pierwszej części
- Serial Bates Motel (2013–2017) opowiada historię młodości Normana Batesa i jego matki – postaci z filmu Psychoza Alfreda Hitchcocka (1960).

### Gry komputerowe
- Gra Resident Evil Zero jest prequelem pierwszej części survival horroru z serii Resident Evil, gdzie akcja toczy się na kilka godzin przed wydarzeniami z pierwszego Resident Evil,
- Gra Czyste Niebo jest prequelem pierwszej części gry z serii S.T.A.L.K.E.R., której akcja toczy się bezpośrednio przed wydarzeniami z pierwszej części, Cienia Czarnobyla,
- Gra Red Dead Redemption 2 jest prequelem gry Red Dead Redemption. Akcja RDR2 toczy się 12 lat przed wydarzeniami z pierwowzoru[4].